# Kota Mizunuma
Kota Mizunuma (Kanagawa, 22 februari 1990) is een Japans voetballer.

## Carrière
Kota Mizunuma speelde tussen 2007 en 2011 voor Yokohama F. Marinos en Tochigi SC. Hij tekende in 2012 bij Sagan Tosu.